# کامپوروسو
کامپوروسو (به ایتالیایی: Camporosso) یک کومونه در ایتالیا است که در استان ایمپریا واقع شده‌است.

## خصوصیات
کامپوروسو ۱۷٫۶ کیلومترمربع مساحت و ۵٬۵۶۲ نفر جمعیت دارد و ۲۵ متر بالاتر از سطح دریا واقع شده‌است.